# Johnny 3 Tears
George "Johnny 3 Tears" Ragan é um dos integrantes da banda de rock estadunidense Hollywood Undead.

## Biografia

### Vida pessoal
George Arthur Ragan nasceu em Los Angeles, California em 24 de junho de 1981.
Conheceu seu futuro companheiro de banda, J-Dog, quando era mais jovem. Mas eles não gostaram um do outro quando se conheceram.
Costumava namorar uma garota chamada Carly. Porém mais tarde, conheceu Asia, e juntos têm uma filha chamada Ava Ragan. Estão casados desde 19 de janeiro de 2018.
Viveu na Califórnia quase toda a sua vida, mais recentemente em Huntington Beach, antes de se mudar para Nashville, Tennessee, com sua família.

## Carreira musical

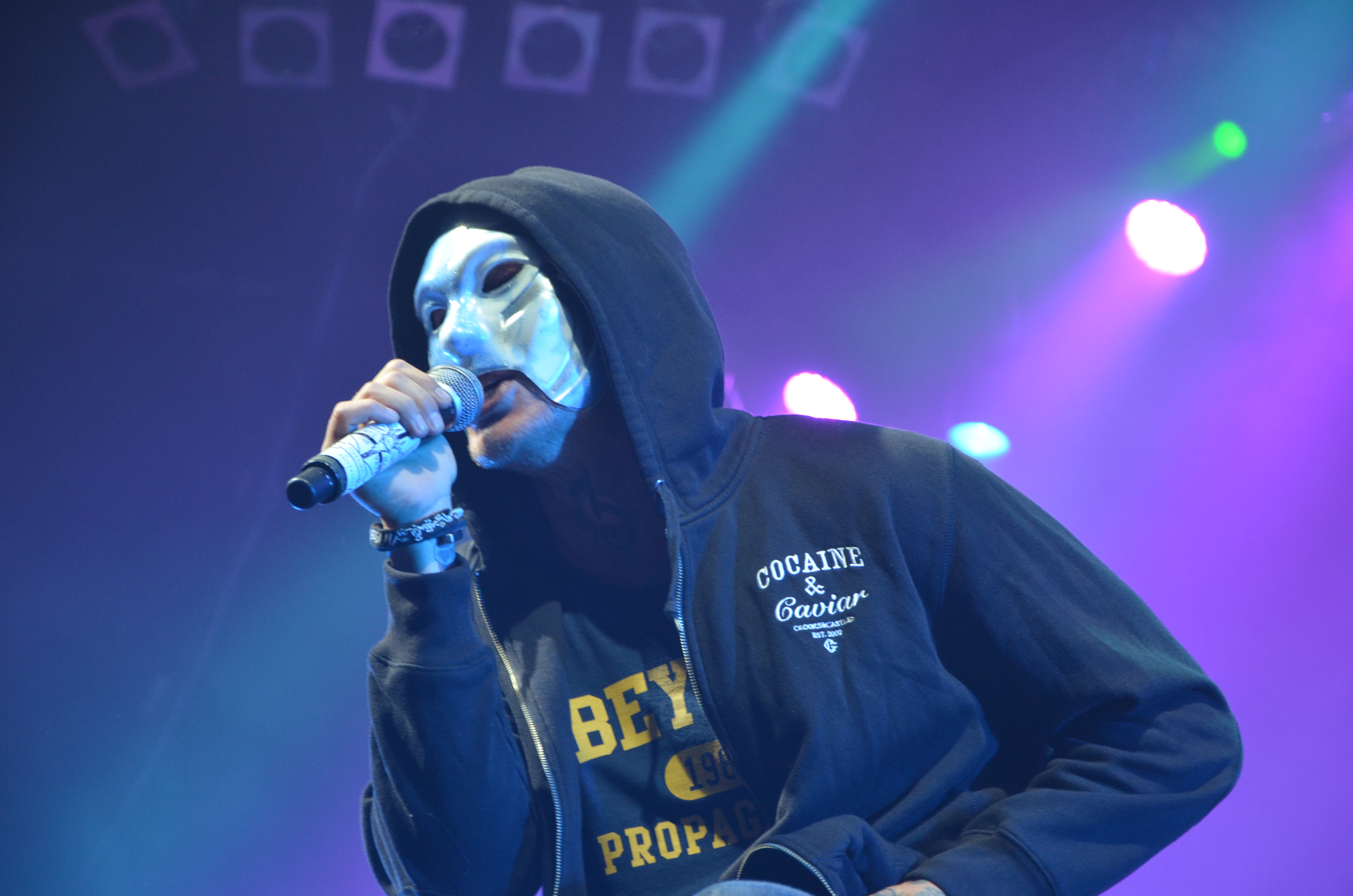
Johnny 3 Tears no Rock am Ring em 2015

### Hollywood Undead
Ele é, tipicamente, o vocalista que canta nas músicas mais graves e tristes. Apesar disso, como comumente em canções mais antigas, ele canta as músicas menos maduras, como "No. 5" e "One More Bottle". Em "I'll be There" e "Sing" ele faz vocais limpos pela primeira vez.
Suas canções favoritas da banda são "S.C.A.V.A.", "Outside", "Does Everybody in he World Have to Die", "I Don't Wanna Die", "Young", "Your Life", "Renegade" e "Pray (Put 'Em in the Dirt)".

## Máscaras
A primeira máscara de Johnny em 2006 era uma máscara de goleiro, branca com enormes lágrimas pretos simétricos caindo de seus olhos. As lágrimas escorrem em direção aos lados da máscara. A boca estava coberta com a fita adesiva prata.
Mais tarde, ele mudou para uma máscara de ouro. Ele manteve a lágrima preta, mas não estava mais simétrica, escorre em linha reta em direção à boca. A boca estava coberta por duas fitas de advertência pretas que diziam "Time Again" em vermelho.

### Swan Songs
Johnny tomou uma nova abordagem para a sua máscara e fez dela um céu azul com uma sombra branca "3" no lado esquerdo de seu rosto. Havia uma grande borboleta preta em seu olho direito, e quatro borboletas alaranjadas perto dela. Ele também tinha, especialmente, grandes buracos para os olhos.

### American Tragedy
Máscara de Johnny agora é colorida com um leve tom de azul. A máscara não tem mais a boca, o tamanho dos cortes dos olhos reduziram. As borboletas são um pouco mais detalhados, com a maior borboleta e um crânio em sua esquerda. O "3" é muito maior e ocupa a maior parte do lado esquerdo da máscara e se ilumina.

### Notes from the Underground
Johnny fez a máscara parecer mais semelhante à um humano, bem como um tipo de artefato. Há um padrão cinza, bem como poeira artificial. Ela é colorida com um tom mais escuro de azul. O "3" na máscara ilumina em branco e continua a ser grande. As pequenas borboletas monarca se foram e a borboleta anteriormente negra, agora ocupa a maior parte do lado direito da máscara. Ele também ilumina-se em um amarelo brilhante.

### Day of the Dead
A Máscara de Johnny parece mais limpa e mais simples que sua máscara anterior. As borboletas foram movidas para o lado esquerdo da máscara, elas são azul claro sobre o fundo esbranquiçado. Um padrão contínuo do "Dove and Grenade" e as borboletas também podem ser vistas. As fissuras na máscara foram reduzidos a arranhões simples. O "3" do lado esquerdo é prata. O lado superior esquerdo e do lado direito inferior da máscara também parecem ter as suas cores desbotadas dando-lhes uma cor quase branca. Ele também tem uma lágrima em seu olho direito em uma cor um pouco mais escura. Já não ilumina como iluminava nas duas máscaras anteriores.

### V
Como a maioria dos membros da banda, Johnny também substituiu sua máscara por uma cromada. Sua nova máscara é muito detalhada, muito mais do que a dos outros membros. Sua máscara é coberta por três tipos diferentes de entalhes de borboletas. Ele agora tem dois "3" em sua máscara em ambos os lados do rosto.
Johnny tem uma máscara prateada com três azuis, uma máscara dourada com três pretos e uma máscara vermelha com três brancos.

## Discografia

### Com Hollywood Undead
- 2008 Swan Songs
- 2010 American Tragedy
- 2013 Notes from the Underground
- 2015 Day of the Dead
- 2017 Five
- 2020 New Empire, Vol. 1

## Colaborações
Kisses for Kings
- The Only Ones

OhYeRabbleRouser
- Freak Nasty